# Tadas Blinda. Pradžia
Tadas Blinda. Pradžia ("Tadas Blinda – begynnelsen") är en litauisk äventyrsfilm från 2011 i regi av Donatas Ulvydas, med Mantas Jankavičius och Agnė Ditkovskytė i huvudrollerna. Den utspelar sig år 1861 och handlar om folkhjälten Tadas Blinda under dennes ungdom. Förlaga är romanen Tadas Blinda av Rimantas Šavelis. Filmen var en storsatsning med en budget på 3,2 till 3,4 miljoner litas, av vilka två miljoner var offentligt stöd från kulturdepartementet. Målsättningen var att göra en film som kunde mäta sig mot hollywoodfilmer på den inhemska marknaden.
Filmen hade en ambitiös marknadsföringskampanj som bland annat innefattade ett eget ölmärke. Litauens president närvarade vid premiären som ägde rum 20 september 2011. Filmen hade 303 013 besökare i hemlandet och 3 760 088 litas i biointäkter, vilket var den största publikframgången för en litauisk film under de senaste tio åren. Den såldes till flera andra länder vilket är mycket ovanligt för en litauisk film.

## Medverkande
- Mantas Jankavičius – Tadas Blinda
- Agnė Ditkovskytė – Kristina
- Mykolas Vildžiūnas – Janekas Razumovskis
- Vidas Petkevičius – Bernardas Gruinius
- Dainius Kazlauskas – Edmundas
- Tatjana Liutajeva – Konstancija
- Jokūbas Bareikis – Motiejus
- Antanas Šurna – Rotmistras Snegiriovas
- Andrius Kaniava – Adamas
- Donatas Banionis – Michailas Muravjovas